# Cronologia dels coneixements sobre el medi interestel·lar i intergalàctic
Aquest article és una cronologia dels coneixements sobre el medi interestel·lar i intergalàctic
- 1848 — Lord Rosse estudia el M1 i l'anomena Nebulosa del Cranc
- 1864 — William Huggins estudia l'espectre de la Nebulosa d'Orió i mostra que és un núvol de gas
- 1927 — Ira Bowen explica sense identificar les línies espectrals des de l'espai com a línies de transició prohibides
- 1930 — Robert Trumpler descobreix l'absorció per pols còsmica mitjançant la comparació de les mides angulars i la brillantor de cúmuls globulars
- 1944 — Hendrik van de Hulst prediu la línia hiperfina de 21 cm d'hidrogen interestel·lar neutral
- 1951 — H.I. Ewen i Edward Purcell observen la línia de transició hiperfina de 21 cm de l'hidrogen interestel·lar neutral[1]
- 1956 — Lyman Spitzer prediu el gas coronari al voltant de la Via Làctia
- 1965 — James Gunn i Bruce Peterson van utilitzar les observacions de l'absorció relativament baixa del component blau de la línia alfa de Lyman de 3C9 per a restringir fortament la densitat i l'estat de ionització del medi intergalàctic[2]
- 1969 — Lewis Snyder, David Buhl, Ben Zuckerman, i Patrick Palmer descobreixen el formaldehid interestel·lar
- 1970 — Arno Penzias i Robert Wilson descobreixen monòxid de carboni interestel·lar[3]
- 1970 — George Carruthers observa hidrogen molecular a l'espai
- 1977 — Christopher McKee i Jeremiah Ostriker proposa una teoria de tres components del medi interestel·lar
- 1990 — Les dades de "contaminació" en primer pla de la sonda COBE ofereix el primer mapa de tot el cel del medi interestel·lar en la freqüència de microones.